# Eben Byers
Ebenezer McBurney Byers (født 12. april 1880, død 31. marts 1932) var en amerikansk selskabsløve, golfspiller og industrimand. Som golfspiller vandt han i 1906 US Amateur Championship.
Han døde af knoglekræft efter at have indtaget Radithor, en kvaksalvermedicin bestående af radiumsalte opløst i vand, fremstillet af William J. A. Bailey, der uretmæssigt førte sig frem som uddannet læge.